# El Alto
El Alto er en by i Bolivia. El Alto er vokset sammen med Bolivias administrative hovedstad La Paz. El Alto er beliggende på højsletten Altiplano i ca. 4.000 meters højde, hvor La Paz er beliggende på dalsiden under Altiplano. 
Området var ubeboet indtil 1903, da La Paz' jernbanestation med forbindelse til Titicacasøen og Arica blev bygget. Området omkring stationen blev i den forbindelse beboet af arbejdere, der byggede stationen. En togforbindelse til La Paz blev åbnet i 1905. I 1925 blev anlagt en lufthavn for Bolivias flyvevåben, hvilket førte til yderligere bebyggelse i området. Den første skole åbnede i 1939. I 1950'erne blev området tilsluttet La Paz' vandforsyning, hvilket første til en kraftig vækst i byen. 
El Alto fik selvstændig status den 6. marts 1985 og i 1987 fik området status som egen by. I byen findes Universidad Pública de El Alto og El Alto International Airport. Byen ligger i departamentet La Paz. 
Ved folketællingen i 2008 boede der 890.533 I El Alto, hvilket gør byen til en af de største i Bolivia. Indbyggerne er i vidt omfang indianere, hvoraf de fleste er Aymara. 

## Eksterne links
- Wikimedia Commons har flere filer relateret til El Alto
- elaltobolivia.com Arkiveret 29. marts 2018 hos  Wayback Machine